# The Next Best Thing
The Next Best Thing (en Hispanoamérica: Una pareja casi perfecta, en España: Algo casi perfecto) es una película de comedia romántica estadounidense del año 2000, dirigida por John Schlesinger, siendo su último largometraje antes de su muerte en 2003. La película fue protagonizada por Madonna y Rupert Everett, ambos interpretan  a unos amigos que tienen un hijo y en años posteriores cada uno decide tener la custodia de éste.

## Sinopsis
Abbie (Madonna) y Robert (Rupert Everett) son muy buenos amigos, hace muchos años. Formarían la pareja ideal si no fuera porque Robert es gay. Pero una noche de copas tienen relaciones sexuales y ella se queda embarazada. Abbie y Robert deciden afrontar esta nueva situación compartiendo hogar como una familia tradicional, pero sin unirse legalmente. Esta manera tan particular de ser padres les va muy bien hasta que su hijo cumple seis años. Es entonces cuando Abbie empieza a salir con un hombre. Para Robert esto supone una intrusión en sus vidas. Ya nada volverá a ser como antes.

## Reparto
- Madonna como Abigail «Abbie» Reynolds
- Rupert Everett como Robert Whittaker
- Benjamin Bratt como Benjamin «Ben» Cooper
- Michael Vartan como Kevin Lasater
- Josef Sommer como Richard Whittaker
- Lynn Redgrave como Helen Whittaker
- Malcolm Stumpf como Samuel «Sam»
- Neil Patrick Harris como David
- Illeana Douglas como Elizabeth Ryder
- Mark Valley como el cardiólogo
- Suzanne Krull como Annabel
- Stacy Edwards como Finn
- William Mesnik como Ashby
- Linda Larkin como Kelly
- Adam Marlow como Baby

El elenco fue seleccionado de Variety y Turner Classic Movies lista de The Next Best Thing.

## Banda sonora
La banda sonora de The Next Best Thing fue lanzado el 21 de febrero de 2000 por Maverick Records para promocionar la película. Madonna se desempeñó como productora ejecutiva y recopiladora de todos los temas que aparecen. El álbum presentó dos nuevas canciones, «Time Stood Still» —compuesto y producido por William Orbit— y una versión de «American Pie» (1971) de Don McLean. Esta última, lanzada como sencillo en marzo de 2000, logró una recepción comercial notable en las listas musicales, pues llegó a los diez primeros en el Reino Unido, Japón, Australia y Alemania. Además, el álbum incluye algunas interpretaciones de Moby, Beth Orton, Christina Aguilera y Groove Armada. 
El álbum tuvo muy buena repercusión comercial y entró en los raknings de varios países: n.º 34 en Estados Unidos, n.º 16 en Austria, n.º 19 en Alemania y n.º 55 en Suiza. 
1. «Boom Boom Ba» - Métisse
2. «Bongo Bong» - Manu Chao
3. «Don't Make Me Love You ('Til I'm Ready)» - Christina Aguilera
4. «American Pie» - Madonna
5. «This Life» - Mandalay
6. «If Everybody Looked the Same» - Groove Armada
7. «Why Does My Heart Feel So Bad?» - Moby
8. «I'm Not in Love» - Olive
9. «Stars All Seem to Weep» - Beth Orton
10. «Time Stood Still» - Madonna
11. «Swayambhu» - Solar Twins
12. «Forever and Always» - Gabriel Yared

## Recepción crítica
La película recibió una calificación de aprobación del 19% en Rotten Tomatoes, basada en 94 reseñas, con una calificación promedio de 3,8/10.El consenso crítico del sitio web afirma: «Los elementos de la historia chocan y la actuación se queda corta». En Metacritic, la película tiene una calificación de 25 sobre 100 basada en 31 reseñas, lo que indica «críticas generalmente desfavorables».